# 云南尾孢虫
云南尾孢虫（学名：Henneguya yunnanensis）为尾孢科尾孢虫属的动物。在中国，分布于云南等，营寄生生活，寄生在三线纹胸鮡的胸鳍、尾鳍。